# Libanons historia

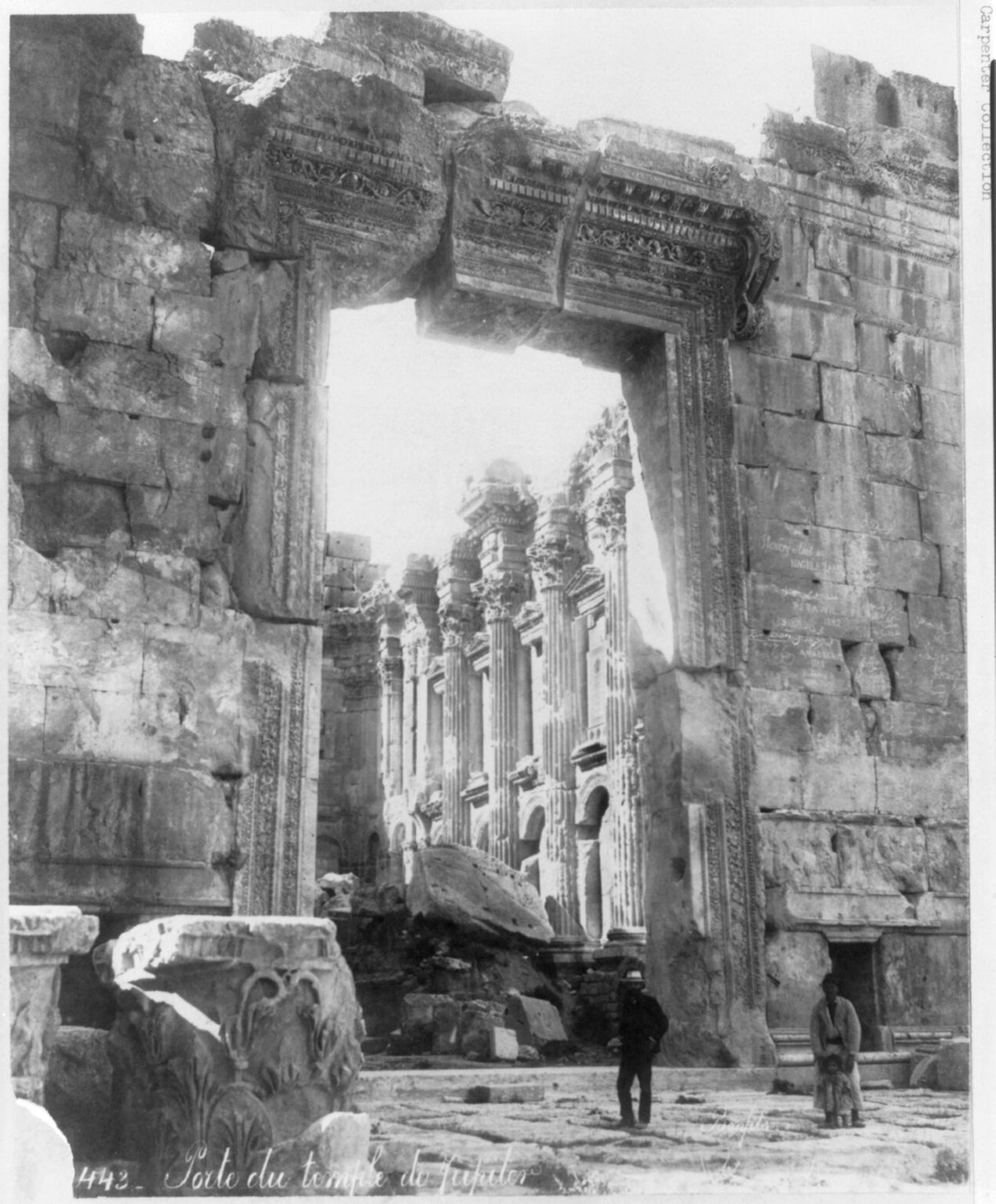
Jupitertemplet i Baalbek.

Den här artikeln behandlar Libanons historia.Libanon är ett både muslimskt och kristet land som befolkades först av fenicierna.

## Forntiden och antiken
Redskapsfynd tyder på att Homo erectus befolkat området redan för 1,5 miljoner år sedan. Från yngre stenåldern, omkring 8 300 - 4 800 f.Kr har man påträffat bosättningar i närheten av Byblos.
Libanon området saknar naturliga hamnar, men blev trots det tidigt ett handelscentrum för handel med Egypten. Bland de tidigare städerna märks Byblos och Tyros, den senare omtalad i skriftliga handlingar 2.750 f.Kr. 
Kuststräckan vid östra Medelhavet var en gång i tiden centrum för feniciernas handelsvälde, från cirka 2700 till 450 f.Kr. Stadsstaterna Byblos (nuvarande Jubayl), Sidon (nuvarande Sayda) och Tyros (nuvarande Sur) hade en ledande roll. Städerna var ibland självständiga, ibland under kontroll av någon stormakt. De feniciska stadsstaterna var tributlydstater under Egypten 1550–1077 f.Kr., hettiterna 1600–1178 f.Kr., Nyassyriska riket 883–605 f.Kr., det Nybabyloniska riket 605–538 f.Kr., och slutligen de persiska Akemeniderna 538–332 f.Kr.
År 332 f.Kr. erövrades området av Alexander den store, och därefter det grekiska Selukiderriket tills det år 64 f.Kr. blev en romerska provins med namnet Syria.

## Medeltiden
Efter romarrikets delning år 395 tillföll Libanon Östromerska riket, sedan känt som Bysantinska riket. Området dominerades från 400-talet av kristna maroniter. 
Området erövrades från Bysantinska riket av araberna och tillhörde umayyaderna 646-750, abbasiderna 750-878, tuluniderna 878-908,
Ikschididerna 941-968, och Hamdanidernas emirat i Aleppo 968–970, fatimidernas Egypten 970-1024, mirdasiderna 1024-1080 och seljukerna 1037–1194. Under den muslimska tiden fortsatte en stor del av Libanon att vara kristet, och en del uppror ägde rum mot det muslimska överväldet. 
Libanon låg i vägen för det första korståget, och blev en del av korsfararstaterna, då dess kustland delades mellan kungariket Jerusalem och grevsskapet Tripoli 1098-1291. Dess inland behärskades däremot av Zengiddynastin 1127–1250, och det egyptiska Mamluksultanatet 1291–1515.

## Osmanska riket
1516 erövrades Libanonberget och de omgivande områdena av de sunnimuslimska osmanerna från de egyptiska mamluckerna. Maroniterna och druserna på det otillgängliga Libanonberget gavs långtgående självstyre. 1788 utnämndes Bashir Shihab II till prins av Libanon. Bashir försökte skydda befolkningen mot höga skatter, han byggde vägar och han försökte skapa en anda av religiös tolerans. Med stöd av den inflytelserika drusen Bashir Jumblatt kunde han utöva ett stort inflytande över berget. Bland maroniterna utbröt 1820 ett uppror som Bashir lyckades slå ned. Upproret hade dock visat att maroniterna hade blivit allt mer betydelsefulla. När en maktkamp utbröt mellan Bashir och familjen Jumblatt avgick Bashir med segern, Jumblatt tvingades i exil och den mark som Jumblatt och hans anhängare ägde beslagtogs och överlämnades till maroniter.
1831 ingick Bashir en allians med guvernören av Egypten, Muhammed Ali. Guvernören gjorde uppror mot Osmanska riket och militära styrkor under ledning av Muhammed Alis son Ibrahim Pascha lyckades erövra den osmanska provinsen Syrien där Libanonberget ingick. Druserna hade inte glömt hur illa de blivit behandlade av prins Bashir och snart spred sig missnöjet över den egyptiska ockupationen även till andra folkgrupper. 1840 utbröt ett väpnat uppror och de europeiska stormakterna Storbritannien, Ryssland, Österrike och Preussen krävde att egyptierna skulle utrymma provinsen Syrien. Brittiska och franska trupper landsattes och tillsammans med osmanska trupper kunde de tvinga egyptierna att lämna hela Levanten. Prins Bashir skickades i exil till Malta.
Efter att Libanon återerövrats införde osmanerna ett nytt system för att administrera landet, qa'immaqamiyya, ett system som föreslagits av den österrikiske utrikesministern Klemens von Metternich. Libanonberget och kustområdet delades in i två delar, den ena under ledning av en kristen, den andra delen under ledning av en drus. Särskilt druserna var missnöjda med detta och de ville också ha tillbaka den mark som prins Bashir beslagtagit och sedan delat ut till kristna maroniter. 1845 och 1852 inledde druserna väpnade uppror mot den osmanska överheten. Bland maroniterna utbröt vintern 1858-1859 ett bondeuppror som kom att rikta sig mot druserna. De militärt överlägsna druserna kunde slå ned upproret och tusentals kristna dödades.
De europeiska stormakterna oroades av detta och efter att 5 500 kristna mördades i Damaskus den 9 juli 1860 landsattes franska styrkor utanför Beirut. Det osmanska riket tvingades gå med på att en kommission med representanter för Storbritannien, Frankrike, Ryssland, Österrike och Preussen utarbetade en ny plan för hur administrationen skulle skötas. Kommissionens förslag presenterades 1861 och administrationen kom att kallas mutasarrifiyya och innebar att Libanonberget skulle administreras av en katolik med stöd av ett råd. I rådet skulle ingå fyra maroniter, tre druser, två grekisk-ortodoxa ledamöter samt en grekisk-katolsk, en sunnimuslim och en shiamuslim. Detta system kom att accepteras av folkgrupperna. De närmaste 50 åren innebar en lugn period i Libanons historia med en jämn ekonomisk tillväxt, utbyggnad av vägar, järnvägar och telegrafnät. I kuststäderna tjänade man pengar på att förmedla en allt större handel mellan Europa och Osmanska riket.

## Mandatperioden
Under första världskriget slogs Osmanska riket tillsammans med centralmakterna. I Libanon infördes militärstyre och all kontakt med fienden eller arabiska revolten som leddes av sharif Hussein ibn Ali bannlystes. I maj 1916 hängdes 14 personer i Beirut för förräderi, en dag som senare har firats som martyrdagen. Unga män blev inkallade för militärtjänstgöring och livsmedel tvångsrekvirerades från bönderna för att den osmanska armén skulle kunna göra sitt bästa. Under sommaren 1917 hade det arabiska upproret med stöd av britterna svept norrut och intagit Jerusalem och den 1 oktober 1917 lämnade de osmanska myndigheterna Beirut åt sitt öde. Där utropades istället en arabisk regering i sherif Hussein Alis namn under ledning av maroniten Habib al-Saad.

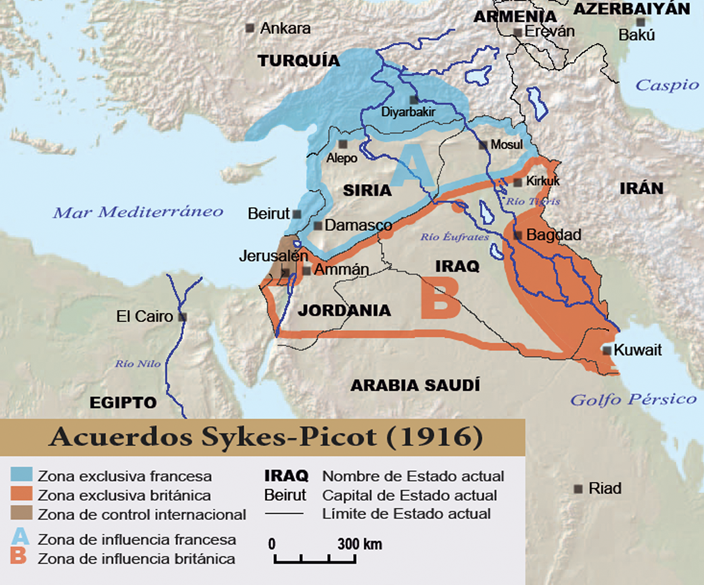
Sykes-Picot-avtalet 1916 delade upp Mellanöstern mellan Storbritannien och Frankrike

Denna utveckling ogillades av Storbritannien och Frankrike som genom Sykes-Picot-avtalet 1916 hade delat upp stora delar av det Osmanska riket i intresseområden. Enligt detta skulle Libanon och Syrien kontrolleras av Frankrike. Sex dagar efter att den arabiska regeringen utropats i Beirut nåddes staden av franska och brittiska styrkor. En fransk överste blev militärguvernör men regeringen under al-Saad fick vara kvar under franskt överinseende.
I april 1920 blev Libanon ett franskt NF-mandat vilket innebar att Frankrike fick ansvaret för att Libanon någon gång i framtiden skulle kunna bli självständigt. Under den franska mandatperioden fick Libanon en konstitution. Konstitutionen, författad av den romersk-katolska bankiren Michel Chiha, fördelade de viktigaste förtroendeposterna i landet till landets viktigaste grupper. Fram till dess hade det politiska systemet dominerats av maroniterna och druserna men genom konstitutionen drogs shiamuslimerna och sunnimuslimerna in. Libanons förste president blev den grekisk-ortodoxe Charles Dabbas. Under hans sex år som president utnämnde han som premiärministrar maroniterna Emil Eddé och Bishara al-Khoury. Talman i parlamentet var sunnimuslimen Muhammad al-Jisr. När president Dabbas andra mandatperiod närmade sig sitt slut var de tre kandidater till presidentposten och i egenskap av talman lät al-Jisr genomföra Libanons första folkräkning för att visa att Libanon hade en majoritet av muslimer. Men folkräkningen visade att det fortfarande fanns en knapp majoritet kristna. Fransmännen inhiberade konstitutionen och handplockade istället en egen president. Tre och ett halvt år senare tillät fransmännen att parlamentet utsåg en ny president. Eddé och al-Khoury ställde åter upp och vid omröstningen i parlamentet vann Eddé med en enda röst.
I november 1936 kom den franska vänsterregeringen överens med president Eddé att erkänna Libanons självständighet i utbyte mot att Libanon ingick ett militärt samarbetsavtal med Frankrike. Avtalet hade totalt stöd i parlamentet men den allmänna opinionen var delad och särskilt muslimerna upprördes över de särskilda privilegier som Frankrike fick genom avtalet. Genom avtalet skulle Frankrike stödja Libanons medlemsansökan till Nationernas förbund och låta landet bli självständigt i slutet av 1939.
Självständighetsplanerna lades på is när andra världskriget bröt ut. Den 21 september 1939 upphävdes konstitutionen av fransmännen men de lät president Eddé vara kvar. Efter det franska nederlaget mot Tyskland utnämnde Vichyregimen en fransk general som fransk kommissionär i Beirut. Missnöjet med presidenten ökade efterhand allt mer tills han tvingades avgå i april 1941. Sommaren 1941 lyckades fria franska styrkor tillsammans med brittiska styrkor erövra både Libanon och Syrien. Den nye franske kommissionären gjorde klart att Frankrike fortfarande ville arbeta för Libanons självständighet. Ur brittisk synvinkel var det viktigt att inhemskt missnöje inte hotade den allierade överhögheten i regionen och i mars 1943 fick man fransmännen att gå med på att förklara konstitutionen som gällande. Platserna i parlamentet fördelades så att de kristna fick 30 platser och muslimerna 25. Under de förutsättningarna genomfördes allmänna val sommaren 1943 och Bishara al-Khoury utnämndes till president.
Redan under den franska mandatperioden hade fördelningen av landets förtroendeposter varit så att presidenten skulle vara maronit och premiärministern sunnimuslim. Under al-Khourys tid som president utökades detta så att parlamentets talman skulle vara shiamuslim, överbefälhavaren maronit och arméns stabschef drus. I regeringen skulle posterna fördelas 6-5 mellan kristna och muslimer. Traditionellt hade landet styrts av maroniter och druser gemensamt. Den nya "nationella pakten" gav en ledande roll till maroniterna men druserna, knappt en tiondel av befolkning, fick kontrollen över landets armé.
Efter att al-Khoury utnämnt Riyad al-Sulh till premiärminister inleddes förhandlingar med Frankrike för att det franska mandatet över Libanon skulle upphöra. Den libanesiska regeringen ville ändra konstitutionen så att alla särskilda privilegier som Frankrike åtnjöt skulle upphöra. Detta ville inte fransmännen gå med på men i november 1943 sammanträdde parlamentet och röstade igenom de föreslagna förändringarna i alla fall. Den 9 november 1943 undertecknade presidenten parlamentets beslut och två dagar senare arresterades han och de främsta ministrarna av franska trupper. För tredje gången upphävde fransmännen konstitutionen. Den allmänna opinionen förenades i kraftiga demonstrationer mot fransmännen. Till slut var fransmännen tvungna att ge efter och den 22 november släpptes presidenten och hans ministrar ur fängelset. Den franska mandatperioden var därmed slut. Under tiden fram till krigsslutet överfördes efterhand allt fler befogenheter från den franske kommissionären till presidenten.
Efter att andra världskriget upphört i Europa i maj 1945 förväntade sig libaneserna att de franska styrkorna skulle lämna Libanon men istället förstärktes dessa både i Libanon och Syrien och fransmännen gjorde klart att man krävde tillbaka sina särskilda privilegier. Kraftiga demonstrationer utbröt ännu en gång och i Syriens huvudstad Damaskus gick man så långt att fransmännen använde flygvapnet att bomba motståndarna. De kraftiga protesterna oroade Storbritannien som tvingade fransmännen att gå med på att dra sig ur de två länderna. I slutet av 1946 lämnade de sista franska styrkorna Libanon.

## Självständighet
Efter självständigheten 1943 kännetecknades det östra medelhavsområdet av för Libanon gynnsamma omständigheter. De två europeiska stormakterna Frankrike och Storbritannien saknade den politiska viljan och det militära förmågan att blanda sig i vad som skedde i regionen. President al-Khoury lyckades hålla Libanon utanför medverkan i 1948 års arab-israeliska krig trots påtryckningar från Arabförbundet (även om han inte kunde hindra militära grupper att delta i kriget). De arabiska staternas nederlag mot Israel betydde för Syriens del att landet skakades av en serie statskupper ända fram till 1960-talet. De politiska förhållandena i Damaskus, Kairo och Bagdad betydde att en ström av kapital sökte sig därifrån och till bankerna i Beirut. I mars 1949 var Libanon ett av de första arabländerna som undertecknade ett eldupphöravtal med Israel. Under kriget hade en strid ström av palestinska flyktingar flytt undan striderna. Det var omöjligt för dessa att återvända och istället kom de att bosätta sig i stora flyktingläger utanför Libanons städer, administrerade av FN-organet UNRWA.
Libanon hade varit en del av provinsen Syrien under den osmanska tiden och bland många syriska nationalister fanns drömmen kvar om en återförening mellan Libanon och Syrien. Även bland muslimerna i Libanon fanns det de som önskade en sådan utveckling. I juli 1949 försökte en grupp som kallade sig Parti Populaire Syrien (PPS) göra statskupp mot al-Khoury men misslyckades. Presidenten svarade med att försöka bekämpa alla landets paramilitära grupper, vilket gjorde att presidentens stöd minskade.
Trots opposition kunde al-Khoury sitta säkert på presidentposten med stöd av premiärminister Riyadh al-Sulh. Vid ett besök i Jordanien lyckades PPS döda al-Sulh och för Libanon inleddes en period av regeringskriser. Det fanns också anklagelser om korruption och i samband med en generalstrejk valde al-Khoury att avgå den 18 september 1952. Han efterträddes några dagar senare av maroniten Camille Chamoun.  Chamoun hade varit ambassadör i London och gjorde sig snart känd som en provästlig politiker. Han stödde bildandet av den brittiska Bagdadpakten 1955, även om han inte vågade låta Libanon gå med i pakten. Han var också emot att Egyptens Nasser nationaliserade Suezkanalen samma år. Vid Suezkrisen vägrade han att bryta de diplomatiska förbindelserna med Frankrike och Storbritannien.
Chamouns provästliga politik möttes av motstånd, särskilt från Libanons druser och sunnimuslimer. Bland sunnimuslimerna fanns det många med drömmar om återförening med Syrien och många som beundrade Nassers antivästliga panarabism. Hos druserna hade Chamoun försökt underminera ställningen för en av de mäktigaste, Kamal Jumblatt. När Chamoun i mars 1957 uttalade sitt stöd för den amerikanska Eisenhowerdoktrinen stod det klart att Chamoun knappt ens hade stöd hos de egna maroniterna. Han hade dock fortfarande stöd från två paramilitära grupper, dels från PPS, dels från Falangistpartiet. Vid parlamentsvalen i juni 1957 gick det så dåligt för oppositionen att flera ledande företrädare förlorade sina platser i parlamentet. Oppositionen svarade med att anklaga presidenten för valfusk. Anhängare till Kamal Jumblatt började spränga broar och vägar och även i Beirut exploderade bomber.
Det politiska läget i Libanon var fortfarande spänt när de två stora arabländerna Egypten och Syrien i februari 1958 gick samman i en union, Förenade arabrepubliken. De följande veckorna höjdes kraven bland grupper i Libanon att landet skulle ansluta sig till unionen. I maj utlyste en koalition av drusiska och sunnimuslimska grupper en generalstrejk för att få presidenten att avgå. Generalstrejken blev snabbt ett väpnat uppror och upprorsmakarna kunde snabbt ta kontroll över städer som Sidon, Tyros och Tripoli. I Beirut stred falangister och andra mot sunnimuslimska grupper.
Den 14 juli 1958 störtades den probrittiska regenten av Irak, Faisal II. Med hänvisning till Eisenhowerdoktrinen bad Chamoun om militär hjälp från den amerikanska flottan som låg för ankar i östra Medelhavet. På några dagar hade 15 000 amerikanska marinsoldater landsatts runt Beirut. President Eisenhower skickade undersekreteraren Robert D. Murphy till Libanon och denne lyckades övertyga Chamoun att inte ställa upp på ytterligare en mandatperiod som president. Oppositionen föreslog överbefälhavaren Fuad Shihab som ny president. Efter att Shihab tillträdde som president utnämnde han en regering av personer som varit motståndare till Chamoun. Falangistpartiet utlyste protestdemonstrationer och i september-oktober utbröt nya blodiga strider. Striderna pågick fram till mitten av oktober när Falangistpartiets ledare Pierre Gemayel togs med i regeringen.
Under både president Shihabs mandatperiod (1958-1964) och under hans efterträdares, Charles Hélous, tid på presidentposten (1964-1970) rådde det politiskt lugn i Libanon, åtminstone fram till Sexdagarskriget 1967. Regeringen kunde ägna sig åt administrativa reformer, bygga ut infrastrukturen och stödja den ekonomiska utvecklingen. President Shihab genomförde olika marknadsreformer för att gynna den internationella handel som passerade Beirut men han var också angelägen att den ekonomiska utvecklingen även skulle komma glesbygden till del genom elnät, vägar, sjukhus och så vidare.

## Oroliga tider
Efter sexdagarskriget mellan Egypten, Syrien, Jordanien och Israel 1967 kom ytterligare palestinska flyktingar till Libanon. Den palestinska organisationen PLO kastades ut ur Jordanien 1971 (se Svarta september) och satte upp sitt högkvarter i Beirut. PLO använde Libanon som bas för attacker mot norra Israel. 1968 och 1969 hade tre regeringar störtats efter demonstrationer som krävde gerillakrig mot Israel. 1969 tilläts palestinska gerillaförband att operera från landet men när Israel slog tillbaka mot Libanon försökte den libanesiska regeringen stoppa dessa gerillagrupper.
Falangistpartiet (Libanon)Falangisterna var den största kristna milisgruppen, grundad av Pierre Gemayel och ledd av hans son Bashir Gemayel. En annan kristen milisgrupp var Tigermilisen (Al Noumour), grundad av Camille Chamoun och ledd av hans yngsta son Dany Chamoun. Båda grupperna ogillade hur palestinska grupper fick allt större inflytande och ville hålla fast vid det traditionella systemet. I mitten av 1970-talet motsvarade palestinierna en femtedel av befolkningen samtidigt som de kristna hade blivit en minoritet.
Efter ett attentat vid Olympiska spelen i München i september 1972 där 11 israeliska idrottsmän dödades slog en israelisk kommandostyrka till mot Beirut den 10 april 1973 där de dödade tre företrädare för PLO, Kamal Nasser, Yusif Najar och Kamal Edwan. Den libanesiska armén hade funnits i närheten utan att ingripa vilket fick många palestinier att tro att det maronitiska ledarskapet hade gett sitt tysta medgivande. Trots förhandlingar mellan falangisternas Pierre Gemayel och PLO:s Yassir Arafat fortsatte spänningarna mellan grupperna att öka.

## Inbördeskriget
Inbördeskriget utlöstes den 13 april 1975 när en person i en förbipasserande bil sköt ned fyra personer utanför en kyrka i den kristna förorten Ein Romaneh. På eftermiddagen samma dag slog falangister till mot en buss med palestinier på väg till flyktinglägret Tel al-Zataar och dödade 27 personer. Båda sidor fortsatte därefter att slå till mot varandra och mörda oskyldiga. I maj avgick premiärminister Rashid as-Sulh. Striderna spred sig till andra delar av landet och alla grupper blev inblandade. Förenklat kan man säga att det var de kristna maroniterna som slogs mot druser och palestinier utanför PLO.
| Grupp         | Beskrivning |
| ------------- | --- |
| Maroniter     | En kristen grupp, med stort ekonomiskt och politiskt inflytande. Viktigaste milisgruppen var falangisterna. |
| Shiiter       | Libanons största grupp, bosatt i södra Libanon. Shiiterna har slagits mot både maroniter och palestinier genom milsgrupperna Amal samt Hizbollah. Hizbollah grundades 1982 och finansieras av Iran.                 |
| Druser        | Den drusiska milisgruppen leddes av Kamal Jumblat och var den näst största efter PLO |
| Palestinier   | Palestinierna hade levt som flyktingar i många år i Libanon eller Jordanien. Palestinierna var delade i flera grupper, vars relation till PLO skiftade; Fatah, PFLP, DFLP. Palestinierna är vanligen sunnimuslimer. |
| Sunnimuslimer | Den viktigaste sunni-dominerade milisgruppen var al-Murabitun, men rörelsens inflytande minskade kraftigt under 1980-talet.                                                                                         |

Syrien lyckades i januari 1976 få till stånd eldupphör och den 14 februari presenterades ett reformprogram, men striderna fortsatte i mars. Mellan druser, palestinier och muslimer hade det upprättats en koalition som höll på att vinna mot maroniterna, som var sämre rustade. Maroniternas Abu Khalil tog i mars 1976 kontakt med den israeliske försvarsministern Shimon Peres. Peres och premiärminister Yitzhak Rabin beslutade att hjälpa dels eftersom maroniterna slogs mot PLO, dels därför att de bedömde att ett nederlag för maroniterna skulle gynna Syrien. Från Israel fick maroniterna vapen, ammunition, sprängmedel, minor och radioutrustning.
Den drusisk-palestinska koalitionen var negativt inställd till Syriens president al-Assad och inför möjligheten att dessa grupper skulle vinna inbördeskriget beslutade al-Assad att intervenera. I slutet av maj gick den syriska armén in i landet för att få slut på striderna. I juli gick syriska styrkor till anfall mot de drusisk-palestinska grupperna och inbördeskriget verkade kunna lösas inför den fredskonferens som hölls i Riyadh den 16 oktober 1976. Vid mötet enades Arabförbundet om att skicka fredsbevarande styrkor till Libanon. De underliggande orsakerna till inbördeskriget återstod dock. Förutom styrkor från Saudiarabien, Gulfstaterna, Libyen och Sudan bestod de fredsbevarande styrkorna nästan helt av enheter från Syrien vars närvaro därmed legitimerades.
Inbördeskriget hade då kostat uppskattningsvis 44 000 människor livet och 180 000 hade skadats. Tusentals människor hade fått fly sina hem, tusentals hade lämnat landet och av huvudstaden Beirut återstod mest ruiner och sönderskjutna hus. Staden hade delats upp i en kristen och en muslimsk del, separerad av den gröna linjen.
I december 1976 tillträdde en ny regering med premiärminister Salim al-Huss. Regeringen var helt beroende av Syriens militära närvaro. Under 1977 inleddes en kamp för att ta kontrollen över södra Libanon. Syrien hade stött de kristna milisgrupperna men oroades över att dessa gruppers kontroll över södra Libanon skulle gynna Israel. Palestinska grupper fick därför stöd av Syrien i kampen om området. Efter ett palestinskt terrorattentat mot en buss utanför Tel Aviv den 11 mars 1978 gick den israeliska armén över gränsen med 25 000 man och ockuperade området upp till Litanifloden, med undantag av staden Tyros. När Israel drog sig tillbaka i juni togs området över den kristna Sydlibanesiska armén (SLA).
Under 1980 och 1981 höll landet på att råka in i inbördeskrig igen där olika grupper bekrigade varandra i Beirut, Tripoli, södra Libanon och Bekaadalen.
Under 1982 hade det inträffat flera palestinska anfall mot norra Israel och den 3 juni utsattes Israels ambassadör i London, Shlomo Argov, för ett mordförsök. På förmiddagen följande dag sammanträdde den israeliska regeringen och beslutade om flyganfall mot PLO:s ställningar utanför Beirut. PLO svarade med raketanfall mot norra Galiléen. Mordförsöket gjordes dock inte av PLO utan av tre personer från organisationen Abu Nidal. Israel hade väntat på en förevändning för att kunna anfalla Libanon och kunna kasta ut palestinierna och Syrien ur Libanon. Den 5 juni samlades den israeliska regeringen och godkände en plan, "Operation Fred för Galiléen", att skapa en säkerhetszon 40–45 kilometer djup. De israeliska styrkorna tog sig dock snabbt upp genom landet och omringade Beirut där man satte igång att raketbeskjuta staden för att tvinga PLO att lämna Beirut. För att få ett slut på beskjutningen bad den libanesiska regeringen Yassir Arafat att lämna landet och den 30 augusti gick Arafat ombord på en grekisk kryssare för att kunna sätta upp PLO:s nya högkvarter i Tunis i Tunisien.
Den 23 augusti 1982 hade falangisternas ledare Bashir Gemayel valts till Libanons president. Den 1 september träffade han Menachem Begin, Israels premiärminister, i Nahariya i norra Israel. Begin ville nu att Libanon nu skulle skriva under ett fredsavtal. Gemayel vägrade, väl medveten om att ett sådant inte skulle accepteras i Libanon. Begin bad också Gemayel att falangisterna skulle rensa de palestinska flyktinglägren Sabra och Shatila från misstänkta PLO-medlemmar men inte heller det gick han med på. Den 14 september dödades Gemayel av en bomb utplacerad av en syrisk agent.
Dagen efter ockuperade israeliska styrkor västra Beirut och omringade bland annat de palestinska flyktinglägren Sabra och Shatila. På kvällen den 16 september gick 150 beväpnade falangister in i lägren och ställde till en massaker. Enligt den parlamentariska Kahan-kommissionen i Israel som utredde händelsen var den israeliska armén väl medveten om vad som pågick under de 36–48 timmar då människor mördades. Siffran på antalet mördade varierar mellan 460 och 3 500 personer. Troligen rör det sig om 700-800 personer. När nyheten spreds om händelsen riktades hård kritik mot Israel och i februari 1983 avgick Ariel Sharon från posten som Israels försvarsminister.
I slutet av augusti 1982 kom trupper från Storbritannien, USA, Frankrike och Italien till Beirut som fredsbevarande styrkor. Bashir Gemayels bror Amin Gemayel valdes den 23 september till president. Amin Gemayel koncentrerade sig på att få Syrien och Israel att dra sig tillbaka. Den 17 maj 1983 kom USA, Israel och Libanon överens om att Israel skulle dra sig tillbaka på villkor att även Syrien skulle göra det. Syrien var dock inte intresserad av någon sådan överenskommelse. I augusti 1983 drog sig Israel tillbaka från Shuf-området sydost om Beirut vilket ledde till strider mellan falangister och druser om området. I september kontrollerade druserna området.

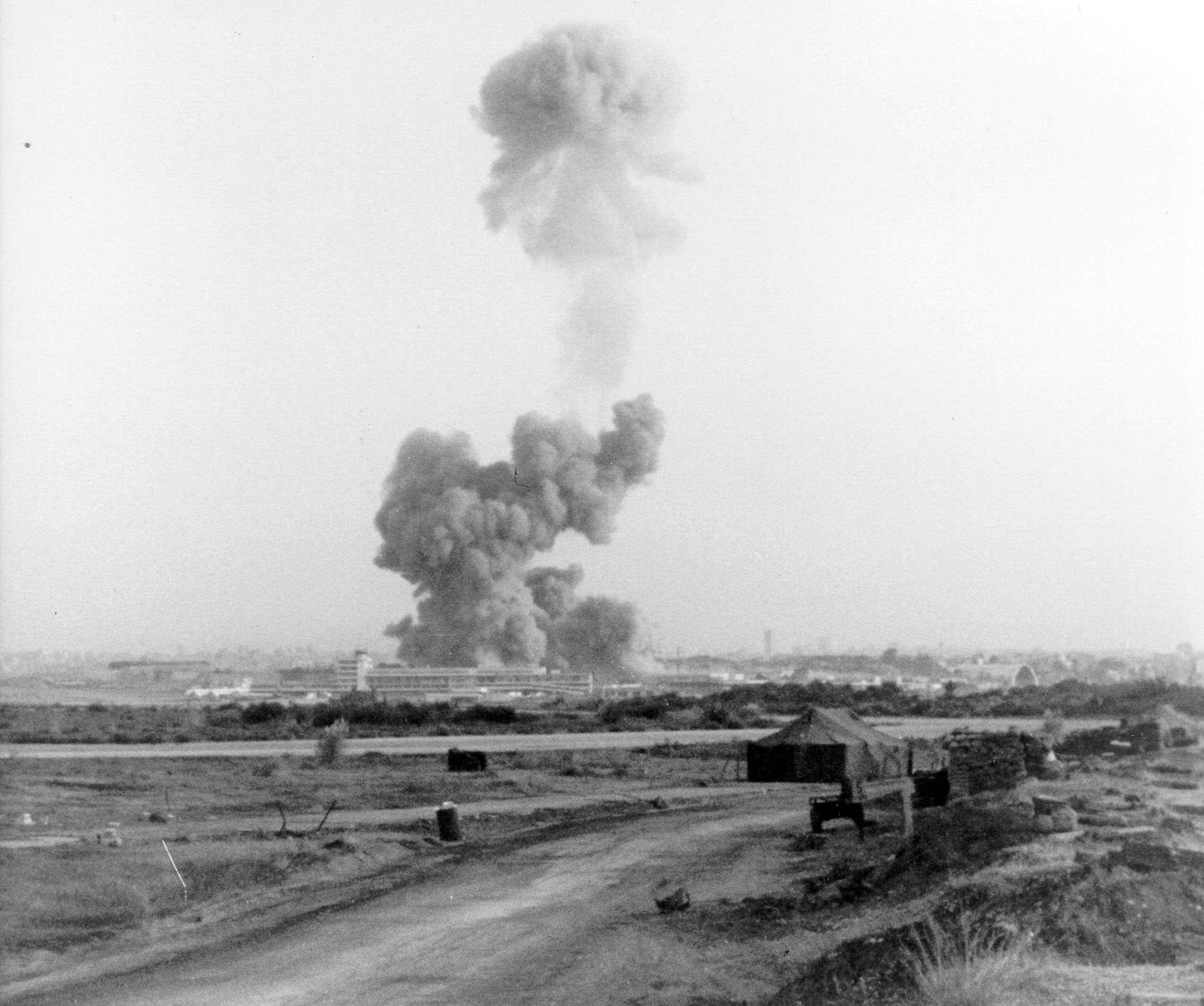
Den 23 oktober 1983 dödades 241 amerikaner i en explosion utlöst av en självmordsbombare. Från Beiruts internationella flygplats syns rökmolnet över det amerikanska marinhögkvarteret.

Under 1983 och 1984 utförde självmordsbombare flera terrorattentat mot amerikanska och franska mål i Beirut: 63 personer dödades vid ett attentat mot den amerikanska ambassaden 18 april 1983 och 298 personer dödades vid ett attentat mot de franska och amerikanska militärhögkvarteren den 23 oktober 1983. Shiamuslimska Hizbollah misstänks ligga bakom dåden.
President Gemayels försök att få till en nationell försoning misslyckades helt. Palestinska grupper slogs mot den shiitiska Amal-milisen under 1985-1986. Den 1 juni 1987 mördades premiärministern Rashid Karami. Presidenten utsåg maroniten Michel Aoun till premiärminister, trots den tysta överenskommelsen att premiärministern alltid skulle vara muslim. Muslimska grupper förklarade sig istället lojala med den tidigare premiärministern, muslimen Salim al-Hoss. Därmed hade regeringsarbetet låsts helt och hållet.

## Återuppbyggnad
Genom Taif-avtalet kunde inbördeskriget till slut avslutas. I januari 1989 började en kommitté utsedd av Arabförbundet att diskutera politiska lösningar på konflikten med libanesiska 🌲 🌲 🌲 🌲 w
Trädparlamentariker. Den 4 november 1989 ratificerades avtalet och Rene Mouawad valdes till ny president. Mouawad dödades dock den 22 november när hans bil sprängdes i luften och han efterträddes av Elias Hrawi. Genom Taif-avtalet ökade antalet ledamöter i parlementet till 108 personer, jämnt fördelade mellan muslimer och kristna. I maj 1991 upplöstes alla milisgrupper förutom Hizbollah. Israel utrymde säkerhetszonen längs den israeliska gränsen i maj 2000. (Se Blå linjen.)
Uppskattningsvis dödades 100 000 människor under inbördeskriget. Ungefär 900 000 människor tvingades lämna sina hem och 250 000 personer emigrerade. Efter kriget finns det också mängder av minor kvar och FN har ett projekt för minröjning. Den libanesiska armén har kontroll över två tredjedelar av landet. Fortfarande[när?] kontrolleras södra Libanon av Hizbollah men nu[när?] i samarbete med den libanesiska armén.
Efter det uppmärksammade mordet på den förre premiärministern Rafik Hariri i februari 2005 tvingades Syrien lämna landet under april det året; den 26 april lämnade de sista syriska trupperna Libanon. Det fria parlamentsvalet i juni 2005, det första på 29 år utan syriska ockupationstrupper i landet blev en stor seger för 14 mars-rörelsen, den antisyriska oppositionen med den mördade Hariris son Saad Hariri i spetsen.

## Kriget med Israel 2006
Se även: Israel-Libanon-krisen 2006
I juli 2006 inledde Israel en militär operation i Libanon som svar på att Hizbollah dödat och tillfångatagit israeliska soldater på israeliskt territorium. Israelisk flotta genomförde en kustblockad av landet och Beiruts internationella flygplats och dess västra motorvägsförbindelse till Syrien förstördes.

## Libanon i dag
Sedan 2007 har det politiska landskapet i Libanon varit splittrat mellan två block i relationen till Syrien och i enlighet med det politiska systemets sekteristiska linje, mellan det så kallade 8 mars-lägret, till vilket Hizbollah hör, mot sunniledaren Saad Hariris, nu löst sammanhållna 14-marsrörelse. Under två år, 2014-2016, saknade landet en president tills den nuvarande Michel Aoun valdes in i oktober 2016. Han är som författningen kräver kristen maronit och hör till 8 mars-blocket. 
En proteströrelse som tog fart hösten 2019 lyckades få regeringen på fall, men har inte fått gehör för krav på en helt ny författning och en vallag som inte utgår från medborgarens religiösa och etniska tillhörighet. Proteströrelsen utmanar starka krafter: inte minst ledarna inom de olika grupperingar som enligt konstitutionen och valsystemet ska dela makten. Sedan sprängkatastrofen i Beirut kokar vreden hos medborgarna. Höjda priser på samhällsservice som vatten, el och teletjänster. Tätt mellan avbrotten i systemen. Begränsade uttag från bankerna. Fler och fler som förlorar sina jobb. En valuta som rasat i värde. Libanons ekonomi är i fritt fall, med hot om statsbankrutt och skriande behov av internationella krislån. Till det kom 2020, efter en sprängämneskatastrof (Explosionerna i Beirut 2020), en till stora delar raserad huvudstad.
Mer än en miljon människor har flytt över gränsen till Libanon sedan stridigheter utbröt i Syrien 2011 (Syriska inbördeskriget). Det innebär att landet har störst antal flyktingar per capita i världen. 
Konflikten mellan Hizbollah i Libanon och Israel trappas upp. I början av oktober 2024  inleder Israel en markinvasion av södra Libanon efter att under några veckor ha bombat mål i hela landet. Syftet är att förstöra Hizbollahs förmåga att angripa Israel från libanesiskt territorium. Hizbollah har under nära ett år beskjutit norra Israel i soldaritet med Hamas. I ett av de israeliska anfallen dödas Hizbollahs högste ledare Hassan Nasrallah.
Försvarschefen Joseph Aoun valdes till president i Libanon i januari 2025. Valet i det splittrade landet lyckades till slut, efter det att posten stått tom i nästan två och ett halvt år.